# Elektorat Hesji
Elektorat Hesji (niem. Kurfürstentum Hessen) potocznie Hesja-Kassel – historyczne państwo niemieckie powstałe w 1803 roku, w wyniku podniesienia landgrafostwa Hesja-Kassel i księstwa Świętego Cesarstwa Rzymskiego do rangi elektoratu Rzeszy przez cesarza Franciszka II Habsburga. Hesja-Kassel pomimo rozwiązania cesarstwa w 1806 roku pozostała jedynym na świecie elektoratem, jej władca jako elektor pozbawiony był już jednak jakichkolwiek należnych temu tytułowi uprawnień. Na dwa lata przed wcieleniem do Królestwa Prus, w 1864 roku, w Hesji-Kassel na powierzchni 9581 km² żyło 745 063 mieszkańców.

## Historia

Herb Elektoratu Hesji do 1806

Wilhelm I, elektor Hesji-Kassel (ur. 3 stycznia 1743, zm. 27 lutego 1821). Był landgrafem Hesji-Kassel Wilhelmem IX od 1785 do 1803 roku, kiedy to został księciem elektorem Rzeszy. W latach 1807–1813 państwo Hesja-Kassel nie istniało samodzielne, lecz było włączone w Królestwo Westfalii. W latach 1813–1821 znów istniało jako Elektorat.
W roku 1803, w następstwie reorganizacji na terenie Rzeszy Niemieckiej podczas tzw. Reichsdeputationshauptschluss, landgrafostwo Hesji-Kassel zostało wyniesione do rangi księstwa, a landgraf Wilhelm IX został jednym z elektorów Rzeszy (niem. Kurfürst) i od tego momentu panował jako nowy heski książę-elektor Wilhelm I.
W 1806 roku Wilhelm I za swoje poparcie dla Prus został zdetronizowany przez Napoleona, a miasto Kassel stało się stolicą nowego Królestwa Westfalii rządzonego przez brata Napoleona Hieronima.
Po klęsce Napoleona w 1813 roku Hesja-Kassel została odtworzona. Pomimo tego, że Święte Cesarstwo Rzymskie przestało istnieć, Wilhelm I zachował swój świeżo nabyty tytuł elektora Rzeszy, gdyż dawał mu on wyższą rangę w porównaniu z kuzynem, Wielkim Księciem Hessen-Darmstadt.
Wnuk Wilhelma I, elektor Fryderyk Wilhelm w wojnie austriacko-pruskiej w 1866 roku stanął po stronie Austrii, dlatego po pruskim zwycięstwie jego ziemie zostały wcielone do Prus. Razem z wcielonymi do Prus ziemiami Nassau i z Frankfurtem nad Menem ziemie Hesji-Kassel utworzyły nową pruską prowincję o nazwie Hesja-Nassau (Hessen-Nassau).